# 高井戸公園
高井戸公園（たかいどこうえん）は、東京都杉並区久我山にある都立公園。計画面積13.7 haは区内最大。

## 概要
1957年に運動公園として都市計画決定された。計画地の大部分には王子製紙富士見ヶ丘グラウンド、国立印刷局久我山運動場、NHK富士見ヶ丘運動場の3つが所在していたが、長年着手されていなかったことから南西部には住宅街が形成されている。2011年の東日本大震災を契機に防災公園の必要性がクローズアップされ、優先整備地区に指定、2013年に整備計画が答申された。都市計画上は神田川の北側に位置する京王電鉄富士見ヶ丘検車区の大部分も本公園の計画範囲内となっているが、当面は川の南側のみが整備範囲とされ、そのうち北側を芝生ゾーン、南側をスポーツゾーンとして整備する計画となっている。周辺には高井戸インターチェンジなどがある。

## 沿革
- 1942年（昭和17年） - 防空緑地として位置づけられる[1]。
- 1957年（昭和32年）12月21日 - 都市計画決定（17.4 ha）。
- 2015年（平成27年） - 着工。
- 2020年（令和2年）6月1日 - 北地区東側園地（24,667 m2）開園[2]。
- 2021年（令和3年）6月1日 - 北地区西側園地（34,654 m2）開園[3]。
- 2022年（令和4年）8月1日 - 南地区東側園地（22,345 m2）開園[4]。
- 2023年（令和5年）
  - 8月1日 - 杉並区立富士見丘小学校と隣接する北地区南東の一角に、小学校校庭と兼用の杉並区立富士見丘多目的広場が開設[5]。
  - 9月1日 - 南地区追加開園（11,702 m2）および球技場（サッカー・ラグビー場）の使用開始[6]。
  - 11月7日 - 南地区追加開園（1,957 m2）。サービスセンターが南地区に移転[7]。

### 予定
今後、2022～2024年度に順次南地区の開園を予定している。

## ギャラリー

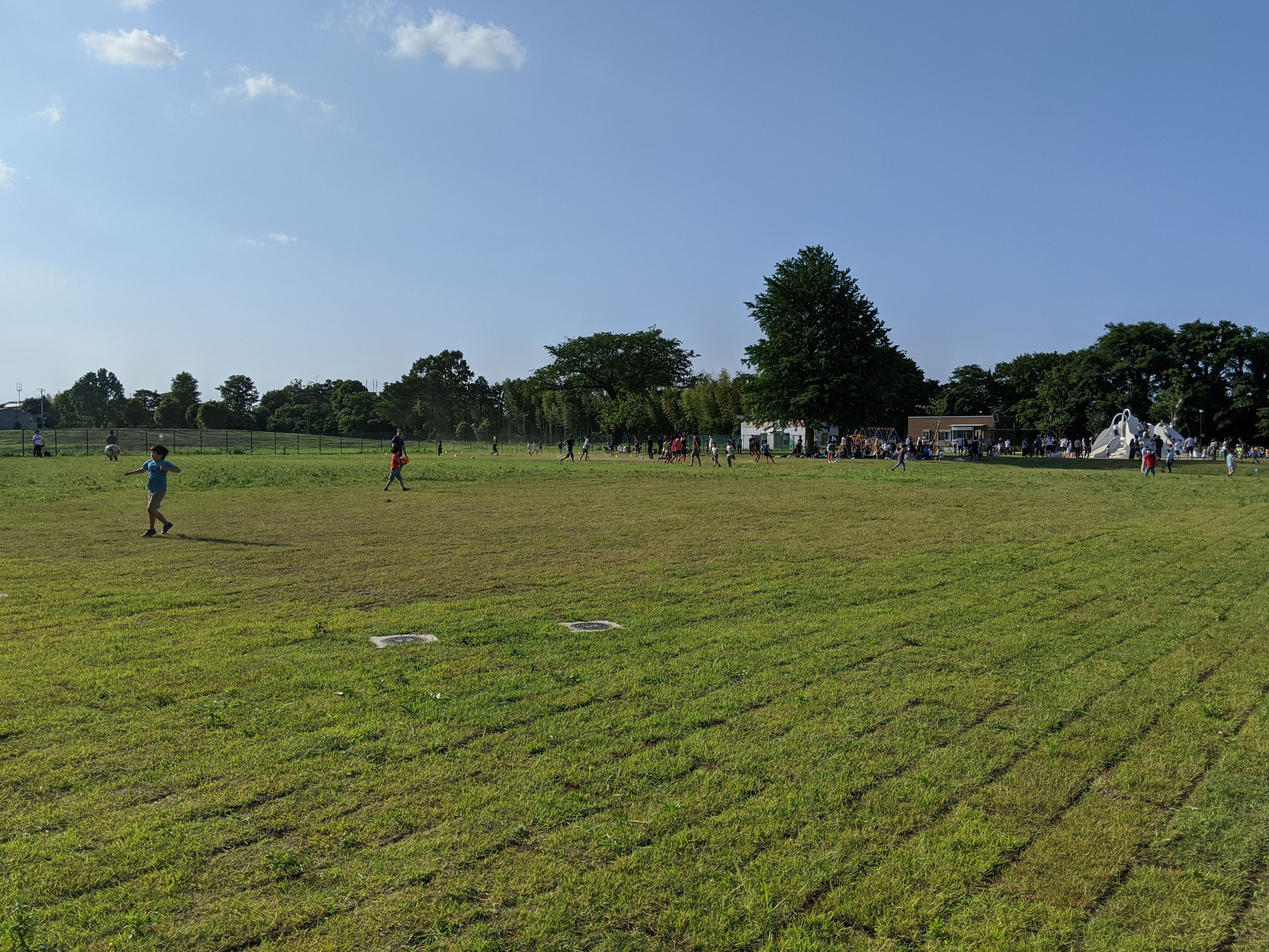
芝生広場
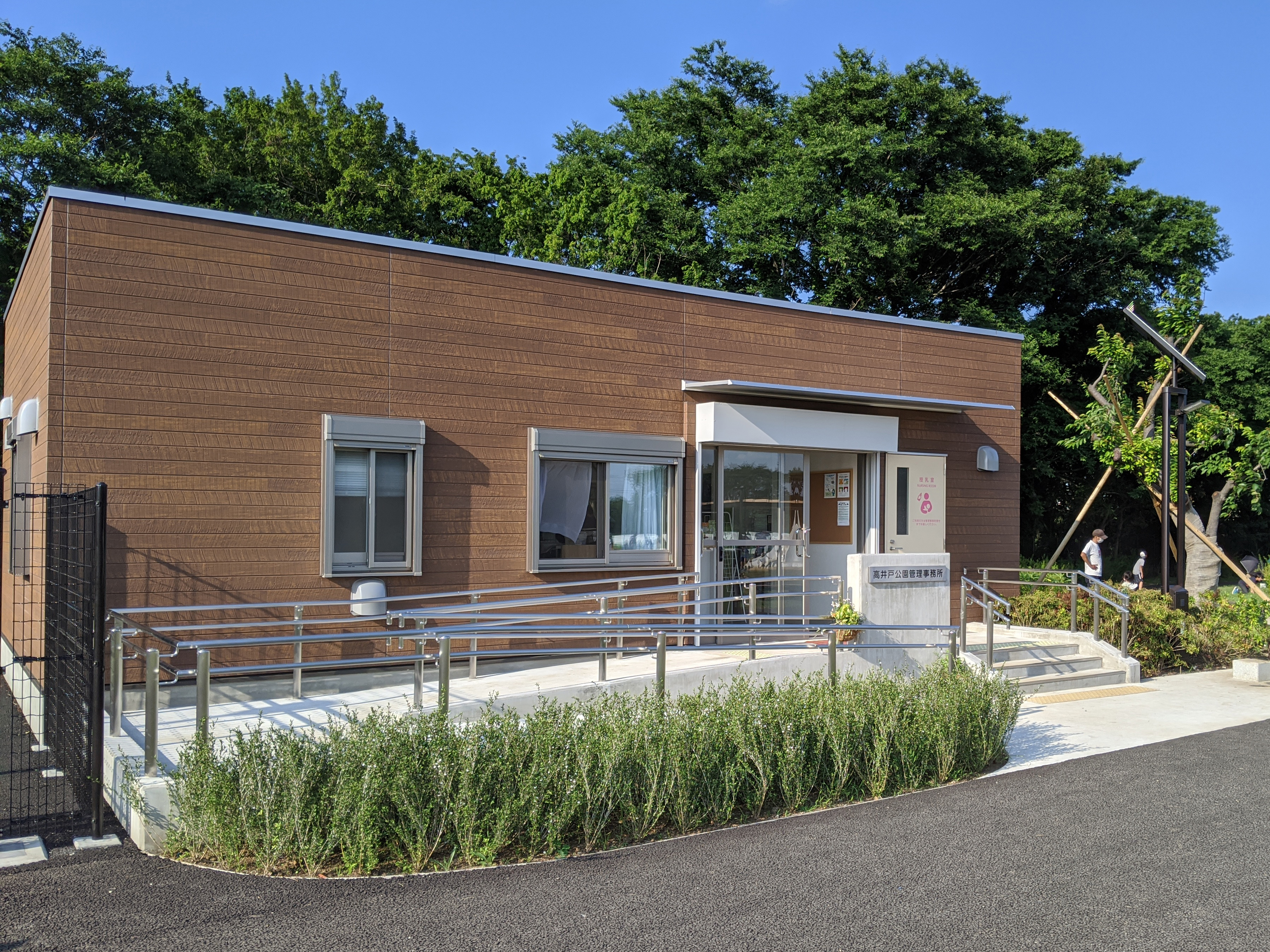
旧サービスセンター